# Tuyết hạt non

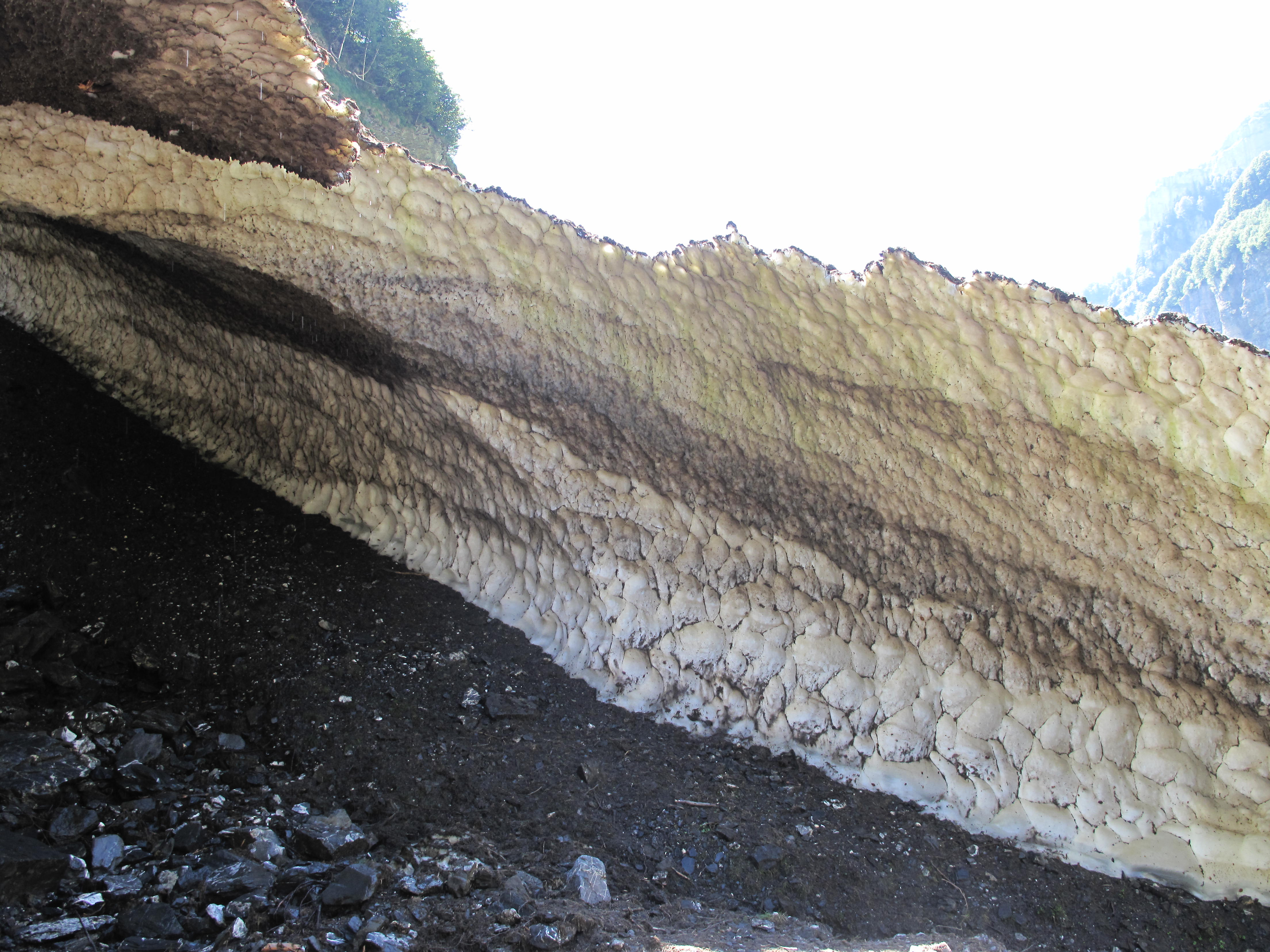
Tuyết hạt non trong thung lũng Haute-Savoie, Pháp.

Tuyết hạt non là tuyết non dạng hạt từng bị tan chảy một phần rồi sau đó tái đông cứng lại và bị nén chặt,  là tiền đề tạo thành băng.  Kiểu tuyết này gắn với sự hình thành sông băng thông qua quá trình phủ tuyết. Tuyết hạt non tồn tại qua một mùa tiêu mòn chuyển thành tuyết hạt già, là dạng tuyết hạt già hơn và đặc hơn. Tuyết hạt già cuối cùng trở thành băng sông băng – là dạng băng tồn tại lâu và đặc chắc, thành phần chính của các sông băng. Sự hình thành sông băng có thể diễn ra từ vài ngày tới nhiều năm, phụ thuộc vào các yếu tố đông cứng-tan chảy.  Tuyết hạt non được quan sát hàng năm trên các sườn dốc trượt tuyết, và nói chung không được ưa thích do nó là nơi trơn tuột dễ ngã.
Tuyết hạt non có mật độ riêng tối thiểu khoảng 500 kg/m³, khoảng một nửa mật độ riêng của nước lỏng ở áp suất 1 atm.